# Tour du Limousin 2017
Die 50. Tour du Limousin 2017 war ein französisches Straßenradrennen in der Region Limousin. Das Etappenrennen fand vom 15. bis zum 18. August 2017 statt. Es war Teil der UCI Europe Tour 2017 und dort in der Kategorie 2.1 eingestuft.
Gesamtsieger wurde der Franzose Alexis Vuillermoz von AG2R La Mondiale.
Elie Gesbert (Frankreich/Fortuneo) und Flavien Dassonville (Frankreich/Auber 93) fuhren wenige Kilometer nach dem Start vom Feld weg und konnten sich einen Maximalvorsprung von 5:25 Minuten erarbeiten. 25 Kilometer vor dem Ziel, der Vorsprung war immer noch 3:20 Minuten groß, kam es im Feld zu einem Massensturz und so kam das Duo an der Spitze durch und machte den Etappensieg unter sich aus. Im bergauf führenden Finale erwies sich Gesbert als der stärkere Fahrer der beiden und gewann die Etappe mit acht Sekunden Vorsprung auf Dassonville. Das geschlagene Feld folgte mit 18 Sekunden Rückstand. Gesbert übernahm gleichzeitig die Gesamtführung.
Auf der zweiten Etappe setzten sich Bryan Coquard (Frankreich/Direct Energie), Ángel Madrazo (Spanien/Delko Marseille-Provence KTM), Oscar Riesebeek (Niederlande/Roompot-Nederlandse Loterij), Fabien Canal (Frankreich/Armée de Terre), Fabien Doubey (Frankreich/Wanty-Groupe Gobert) und Aitor Gonzalez (Spanien/Euskadi Baskenland-Murias) ab und fuhren einen Vorsprung von 3:30 Minuten heraus. Die Ausreißer wurden rechtzeitig vor dem Finale wieder gestellt. Im Aufstieg Richtung Ziel setzte sich Alexis Vuillermoz (Frankreich/AG2R) von seinen Verfolgern ab und gewann die Etappe. Gesbert behielt die Gesamtführung.
Auf der dritten Etappe fuhr eine Gruppe von zehn Fahrer u. a. mit Philipp Walsleben (Deutschland/Beobank), Cyril Gautier (Frankreich/AG2R), Thomas Degand (Belgien/Wanty) und Nicolas Edet (Frankreich/Cofidis) weg. 20 Kilometer vor dem Ziel war ihr Vorsprung zum Feld immer noch bei drei Minuten. Am Ende kam die Fluchtgruppe durch. Den Sprint der Ausreißergruppe gewann Gautier vor Degand und Edet. Das Peloton folgte 1:19-Rückstand im Ziel mit dem Gesamtführenden Elie Gesbert. Gesbert verteidigte die Gesamtführung.
Auf der vierten Etappe war ein Quartett bis etwa 80 Kilometer vor dem Ziel an der Spitze des Rennens, u. a. Philipp Walsleben. Anschließend griffen Guillaume Martin (Frankreich/Wanty) und sein Teamkollege Jérôme Baugnies gemeinsam an und konnten sich absetzen vom Feld. 35 Kilometer vor dem Ziel hatten sie 2:30 Minuten Vorsprung. 19 Sekunden an Vorsprung konnten sie ins Ziel retten und Baugnies überließ den Etappensieg seinen französischen Teamkollegen Guillaume Martin. Unterwegs sicherte sich Alexis Vuillermoz noch Bonifikationen, weshalb er noch Elie Gesbert in der Gesamtwertung abfing. Somit gewann Alexis Vuillermoz von AG2R die gesamte Rundfahrt.

## Teilnehmende Mannschaften
| WorldTeams (2)- AG2R La Mondiale - FDJ Professional Continental Teams (13)- Androni Giocattoli - Bardiani CSF - Caja Rural-Seguros RGA - Cofidis, Solutions Crédits - Direct Énergie - Delko Marseille Provence KTM - Fortuneo-Oscaro - Gazprom-RusVelo - Roompot-Nederlandse Loterij - Sport Vlaanderen-Baloise - Wanty-Groupe Gobert - Wilier Triestina-Selle Italia - WB-Veranclassic-Aqua Protect Continental Teams (5)- Armée de terre - HP BTP-Auber 93 - Beobank-Corendon - Euskadi Basque Country-Murias - Roubaix Lille Métropole |
| |

## Gesamtwertung
| \| Gesamtwertung \| Gesamtwertung \| Gesamtwertung \| Gesamtwertung \| Gesamtwertung \| \| Fahrer \| Fahrer \| Land \| Team \| Zeit \| \| ------------- \| ----------------- \| ------------- \| ---------------------------- \| ---------------- \| \| 1. \| Alexis Vuillermoz \| Frankreich \| AG2R La Mondiale \| 17 h 26 min 42 s \| \| 2. \| Élie Gesbert \| Frankreich \| Fortuneo-Oscaro \| + 0 s \| \| 3. \| Francesco Gavazzi \| Italien \| Androni-Sidermec-Bottecchia \| + 19 s \| \| 4. \| Julien Simon \| Frankreich \| Cofidis, Solutions Crédits \| + 28 s \| \| 5. \| Lorenzo Rota \| Italien \| Bardiani CSF \| + 29 s \| \| 6. \| Lilian Calmejane \| Frankreich \| Direct Énergie \| + 35 s \| \| 7. \| Romain Sicard \| Frankreich \| Direct Énergie \| + 40 s \| \| 8. \| Mauro Finetto \| Italien \| Delko-Marseille Provence-KTM \| + 47 s \| \| 9. \| Marco Minnaard \| Niederlande \| Wanty-Groupe Gobert \| + 50 s \| \| 10. \| Hubert Dupont \| Frankreich \| AG2R La Mondiale \| + 50 s \| |                   |             |                              |                  |
| |                   |             |                              |                  |
| Quelle: ProCyclingStats |                   |             |                              |                  |
| Gesamtwertung |                   |             |                              |                  |
| Fahrer | Fahrer            | Land        | Team                         | Zeit             |
| 1. | Alexis Vuillermoz | Frankreich  | AG2R La Mondiale             | 17 h 26 min 42 s |
| 2. | Élie Gesbert      | Frankreich  | Fortuneo-Oscaro              | + 0 s            |
| 3. | Francesco Gavazzi | Italien     | Androni-Sidermec-Bottecchia  | + 19 s           |
| 4. | Julien Simon      | Frankreich  | Cofidis, Solutions Crédits   | + 28 s           |
| 5. | Lorenzo Rota      | Italien     | Bardiani CSF                 | + 29 s           |
| 6. | Lilian Calmejane  | Frankreich  | Direct Énergie               | + 35 s           |
| 7. | Romain Sicard     | Frankreich  | Direct Énergie               | + 40 s           |
| 8. | Mauro Finetto     | Italien     | Delko-Marseille Provence-KTM | + 47 s           |
| 9. | Marco Minnaard    | Niederlande | Wanty-Groupe Gobert          | + 50 s           |
| 10. | Hubert Dupont     | Frankreich  | AG2R La Mondiale             | + 50 s           |

## Wertungen im Tourverlauf
| Etappe         | Etappensieger     | Gesamtwertung     | Punktewertung     | Bergwertung         | Nachwuchswertung | Teamwertung      |
| -------------- | ----------------- | ----------------- | ----------------- | ------------------- | ---------------- | ---------------- |
| 1              | Elie Gesbert      | Elie Gesbert      | Elie Gesbert      | Flavien Dassonville | Elie Gesbert     | Fortuneo-Oscaro  |
| 2              | Alexis Vuillermoz | Elie Gesbert      | Bryan Coquard     | Aitor Gonzalez      | Elie Gesbert     | AG2R La Mondiale |
| 3              | Cyril Gautier     | Elie Gesbert      | Julien Antomarchi | Philipp Walsleben   | Elie Gesbert     | AG2R La Mondiale |
| 4              | Guillaume Martin  | Alexis Vuillermoz | Alexis Vuillermoz | Philipp Walsleben   | Elie Gesbert     | AG2R La Mondiale |
| Wertungssieger | Wertungssieger    | Alexis Vuillermoz | Alexis Vuillermoz | Philipp Walsleben   | Elie Gesbert     | AG2R La Mondiale |